# Wienerwald
Wienerwald è un comune austriaco di 2 650 abitanti nel distretto di Mödling, in Bassa Austria. È stato istituito nel 1972 con la fusione dei comuni soppressi di Dornbach, Grub, Sittendorf, Stangau e Sulz im Wienerwald; capoluogo comunale è Sulz im Wienerwald. Tra il 1938 e il 1954 tutti i comuni erano stati accorpati alla città di Vienna.